# كرسول صغير الثمار
كرسول صغير الثمار (الاسم العلمي:Crassula microcarpa) هو نوع نباتي يتبع جنس الكرسول من فصيلة الكرسولية.